# Ядовитые растения (фильм)
«Ядовитые растения» (пол. Rośliny trujące) — польский телевизионный художественный фильм, драма 1985 года.

## Сюжет
Способный молодой журналист Адам хочет сделать карьеру в ежедневной газете. Ведущий редактор велел ему написать оптимистический очерк о цивилизаторских переменах. Вся собранная информация — пессимистическая. Вдобавок Адам начал искать доказательства невинности осуждённого человека. Это не нравится ведущему редактору. Адам теряет работу и квартиру.

## В ролях
- Богуслав Линда — Адам
- Мариуш Дмоховский — ведущий редактор
- Збигнев Бучковский — водитель редакционной машины
- Кристина Борович — мать Гоги
- Тадеуш Бартосик — отец Гоги
- Катажина Фигура — Гога
- Эва Блащик — работница ботанического сада
- Адам Ференцы — Смех
- Рышард Дембиньский — солтыс
- Рышарда Ханин — Сиарова
- Томаш Дедек — Сиара
- Пётр Павловский  — отец Адама
- Кшиштоф Ковалевский — владелец квартиры
- Ян Янковский — Стефан, брат Адама
- Пётр Махалица — Юлий, брат Адама
- Веслава Мазуркевич — мать Адама
- Януш Быльчиньский — генерал на свадьбе
- Тадеуш Сомоги — гость на свадьбе
- Тереса Шмигелювна — барменша
- Эва Серва — девка в закусочной